# Rosso (Mauritanie)
Pour les articles homonymes, voir Rosso.
Rosso est une ville et une commune du sud de la Mauritanie, située sur la frontière avec le Sénégal. C'est le chef-lieu du département de Rosso et la capitale de la région (wilaya) du Trarza.

## Géographie

### Transport

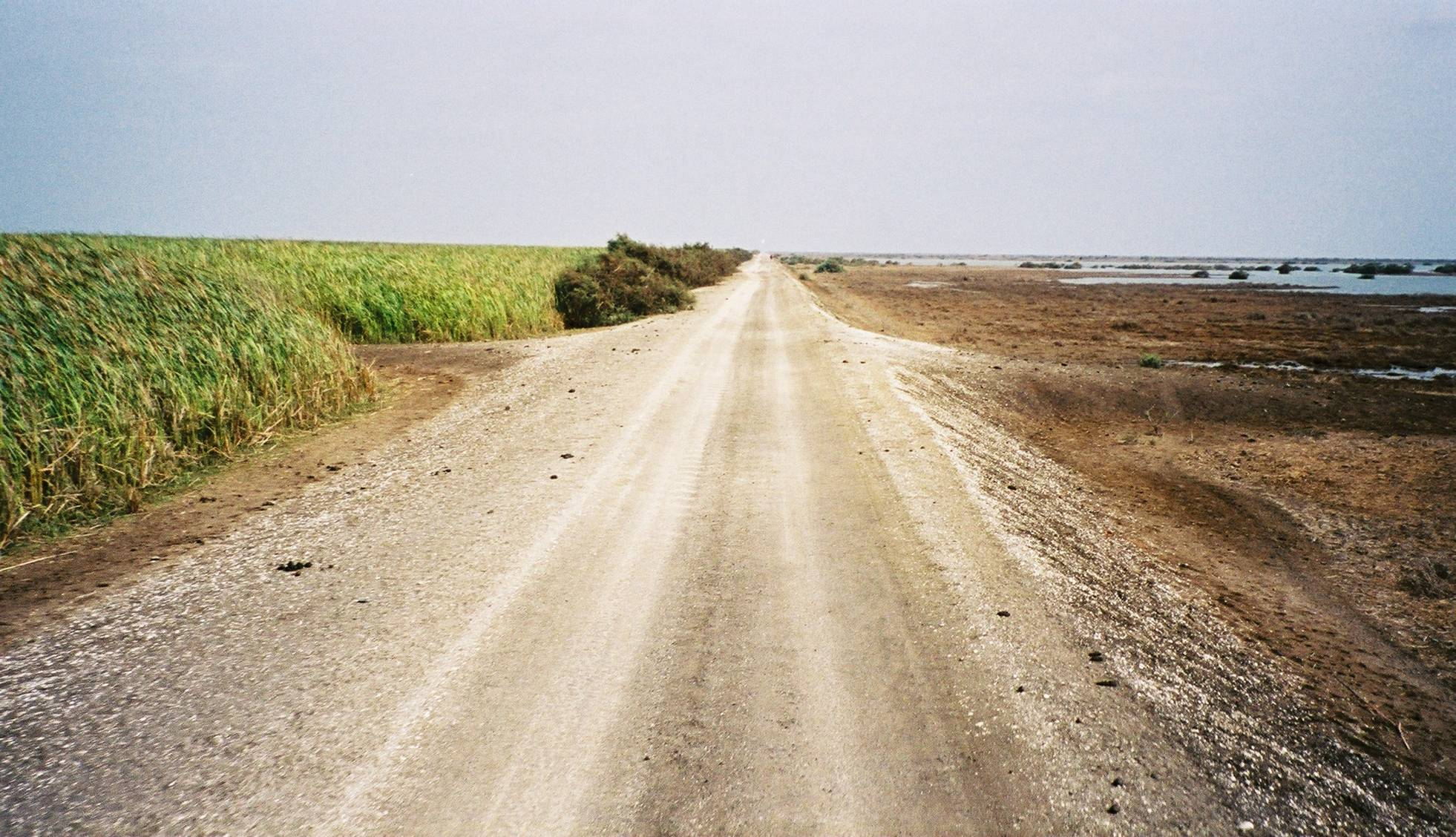
La digue vers le barrage de Diama.

C'est depuis Rosso que s'effectue la traversée du fleuve Sénégal à raison de 4 à 5 bacs par jour (la fréquence des rotations ayant été réduite depuis le conflit entre la Mauritanie et le Sénégal), de l'autre côté du fleuve le débarquement s'effectue à Rosso-Sénégal. Le passage de la frontière se fait sans véritable problème administratif dans un sens comme dans l'autre, une attente est cependant à prévoir de chaque côté du fleuve.
Pour les audacieux et en dehors de la saison des pluies il est possible de passer la frontière sénégalaise à 90 km à l'ouest de Rosso par le barrage de Diama, à condition d'avoir un véhicule adapté et d'accepter de rouler sur la crête des digues de canalisation du fleuve Sénégal.

## Histoire
Rosso a joué un rôle important à l'époque de la colonisation française en tant que trait d'union entre la Mauritanie et Saint-Louis, capitale coloniale de la région Mauritanie-Sénégal. La ville a été érigée sur la rive droite du fleuve Sénégal, dans la zone de l'ancien Royaume du Walo, issu de l'éclatement de l'empire du Djolof au XVIe siècle, et dont la capitale était Njurbel (ou Diourbel). Le quartier Est de l'actuel Rosso porte toujours le nom de Njurbel . Ce fut un carrefour pour les échanges entre l'Afrique du nord (y compris le Nord de la Mauritanie actuelle) et l'Afrique subsaharienne. Comme pendant la période du royaume du Waalo, Rosso est peuplé à l'origine par des Wolof, Maures (surtout Maures Noirs) et fulbe Aynabe (Peulh pasteur) essentiellement ururbe et Jasarnabe (ou Diassarnabe). Avec sa position de carrefour (commerce et militaire) d'autres  populations du reste du pays et même d'autres pays de l'Afrique de l'ouest s'y sont installés. C'est probablement l'une des rares villes de la Mauritanie où il y a eu le plus grand métissage de sa population. Rosso est aussi appelle Liguarib (bateaux ou pirogues) par les Maures et Daal par les Peulh Jasarnabe.
Pendant la période coloniale, des compagnies coloniales (tels que Lacombe)  ainsi qu'une base militaire française y séjournent. 
Au moment de l'indépendance, le président Moktar Ould Daddah hésite à choisir cette ville comme capitale de la nouvelle nation mauritanienne, mais la trouve trop imprégnée de présence coloniale, et préfère créer une capitale de novo, c'est ainsi que naît Nouakchott. La ville de Rosso est alors totalement délaissée. Aucun des gouvernements qui se sont succédé depuis l'indépendance n'a fait de la renaissance de cette ville une priorité.
C'est à Rosso qu'à été  construit le collège Xavier-Copolani  (du nom du fondateur de l'actuel Mauritanie) qui a formé la plupart des cadres du pays. Ce collège deviendra le Lycée de Rosso après l'indépendance puis l'actuel Institut supérieur d'enseignement technique de Rosso.

## Démographie
Lors du recensement de 2007, Rosso comptait 15 922 habitants.

## Administration
Rosso est le chef-lieu du département de Rosso. Le maire de la commune est Sidi Diarra.

### Jumelages
| Ville | Ville           | Pays | Pays   | Période     |
| ----- | --------------- | ---- | ------ | ----------- |
|       | Moissy-Cramayel |      | France | depuis 1986 |

## Économie
Rosso est connue comme étant une grande ville agronomique. 

## Personnalité liée à la communauté
- Mohamed Ould Bilal (1963-), homme politique mauritanien.